# 10.º Encontro da Canção Infantil Latino-Americana e Caribenha
O 10.º Encontro da Canção Infantil Latino-Americana e Caribenha realizado em Ribeirão Preto – SP, no SESC – Ribeirão, de 21 a 30 de outubro de 2011, com coordenação geral de Márcio Coelho e Ana Favaretto.
Cancionistas, músicos, cantores, compositores, intérpretes, arranjadores, escritores, letristas, educadores musicais, educadores, pedagogos, musicólogos, etnomusicólogos, pesquisadores, musicoterapeutas, comunicadores, promotores culturais e produtores artísticos que têm como objeto a canção e/ou a música infantil a participaram do 10.° Encontro da Canção Infantil Latino-americana e Caribenha.
O encontro é, desde sua criação em 1994, em Havana, Cuba, um espaço privilegiado da criação cancional e musical e de trabalhos acadêmicos que se ocupam da canção e da música para a infância da América Latina e do Caribe, que tem como objetivo principal ampliar e difundir os repertórios tradicionais da canção e da música para a infância da América Latina e do Caribe e as criações autorais de cancionistas e músicos contemporâneos entre os diversos públicos infantis e adultos.
Promovidos pelo MOCILyC - Movimento da Canção Infantil Latino-americana e Caribenha, os Encontros são realizados bienalmente, a cada vez em um país distinto da América Latina e do Caribe. O Brasil sediou em 2003, em Belo Horizonte – MG o 6° Encontro da Canção Infantil Latino-americana e Caribenha.